# Petra Vermote
Petra Vermote (Izegem, 8 mei 1968) is componist en gitarist. Ze studeerde aan de conservatoria van Gent en Antwerpen. Als componiste schreef ze in opdracht van onder andere de Beethoven Academie, het Festival van Vlaanderen Kortrijk, het Ictus-ensemble en Champ d'Action.

## Opleiding
Petra Vermote studeerde gitaar aan de stedelijke muziekacademie bij mevrouw Diane Vermeersch. Vervolgens startte ze aan het Koninklijke Muziekconservatorium van Gent. Daar behaalde ze Eerste Prijzen voor notenleer, gitaar, kamermuziek, harmonie, contrapunt en fuga, en het Hoger Diploma voor gitaar bij Baltazar Benitez. Ze volgde compositie bij Frank Nuyts, Jan Rispens, Lucien Goethals en Roland Coryn. In 1999 behaalde ze de specialisatie compositie aan het Antwerpse conservatorium bij Luc van Hove.

## Carrière
Petra Vermote werkt aan het Koninklijk Muziekconservatorium van Gent als assistent gitaar bij docent Yves Storms. Verder is ze verantwoordelijk voor de cursussen begeleidingspraktijk en doceert ze binnen de lerarenopleiding in de gitaarafdeling. Ook geeft ze gitaarles in de muziekacademie van Izegem en realiseert ze de muziekprogrammatie van de Roeselaarse vzw De Wekker.
Sinds 1998 krijgt ze als componiste heel wat opdrachten en wordt haar muziek regelmatig uitgevoerd op podia in binnen- en buitenland. Ze componeerde al voor verschillende bezettingen: kamermuziek, ensemble (instrumentaal en gemengd vocaal-instrumentaal), orkest, muziektheater, koor, solo vocaal. Ze combineert dit met composities binnen verschillende kunstvormen, zoals muziektheater, waarbij meerder disciplines samenkomen. Hiervoor werkt ze samen met schrijvers, regisseurs en beeldende kunstenaars. Ze schrijft ook voor locatieprojecten, interculturele samenwerkingen, animatiefilms en electronics.
Veel van haar werken werden opgenomen door de VRT (de Vlaamse radiozender Klara) en er verschenen er ook verschillende op cd. Ze wordt ook regelmatig gevraagd als jurylid voor compositiewedstrijden.

## Inspiratie
Federico García Lorca is één van Vermote's inspiratiebronnen. "Lorca's taal is zo beeldend en rijk, en het Spaans klinkt prachtig", zei ze hierover. Ze maakte kennis met deze Spaanse dichter en toneelschrijver via Lucien Goethals. Diferencías is één van haar composities geïnspireerd door Lorca. Dit werk, dat ze schreef in 2001 in opdracht van Champ d'Action, heeft ze aan Lucien Goethals opgedragen.  Ook voor Amanecia, een opdracht van het Enanon Ensemble, was García Lorca de inspiratiebron. Voor hetzelfde ensemble schreef ze ook Der Himmel hangt voll Geigen op teksten uit Des Knaben Wunderhorn voor mezzosopraan en groot ensemble. 
Ze heeft belangstelling voor meer dan alleen abstracte muziek. De samenwerking met andere disciplines spreekt haar aan. Dit komt onder meer tot uiting in Gebroken wit, Echo van de maan en Petroesjka. Ook het samenbrengen van verschillende culturen is belangrijk voor haar, zoals in het westers-arabische project Loss. Daarin gebruikt ze twee gitaren en een teorbe tegenover een oed, kamancheh en qanûn.  
In het kader van 150 jaar Max Havelaar (2010) maakte Petra Vermote voor het Koninklijk Conservatorium Brussel een compositie op het gedicht "Lied van Saïdjah". Vijf hedendaagse componisten, waaronder Vermote, kregen de opdracht om samen een nieuw werk te creëren op dit gedicht, waarbij elk één strofe voor rekening nam.

## Werklijst
- Tombe (1987)
- Muziek voor de animatiefilm Blandy Blunder (1991)
- Face en Face voor vocalen (1994)
- Reflections on Ebony (1996)
- Heron voor vocalen (1996)
- Gebroken Wit, muziek voor dans, piccolo-fluit-altfluit, klarinet-basklarinet en cello (1996)
- Monique voor vocalen (1997-98)
- Contrasts voor fluitsolo (1997)
- Das Innere (1998)
- Erosie voor basklarinetsolo (1997)
- Itinere voor orkest (1998)
- Light Balloon voor gitaarsolo (1999)
- Pas de Deux (1999)
- Tsjizj voor vocalen (1999-2000);
- Scintille voor orkest (2000)
- Diferencias voor vocalen (2001)
- Drakemie (2001)
- Cuadra, muziek voor de multimediale happening Element voor sopraan, cello en slagwerk (2001)
- Amanecia (2003)
- Very Light voor dubbel blaaskwintet (2003)
- Ruach voor 48 strijkers (2004)
- De echo van de maan voor muziektheater (2005)
- Footnote to Mz voor klarinetkwintet (2006)
- Petroesjka voor kinder- en jeugdtheater (2007)
- Der Himmel hangt voll Geigen (2009)
- Ik weet niet waar ik sterven zal voor tenor, piano en cello (2010)[3][4]

## Prijzen
- Driejaarlijkse Jeugd en Muziekprijs voor compositie (2001)
- Antoon van de Maand, een prijs uitgereikt door Brouwerij De Koninck (2003)
- Prijs Hedendaagse Muziek Vlaanderen-Quebec toegekend voor Tsjizj, een werk voor sopraan en ensemble (2003)
- Laureaat van de Klasse van de Kunsten (2007)[6]
- Eerste Premie van de Provinciale Prijs Muziek van de Provincie West-Vlaanderen voor orkest/grote ensembles (2015)[2]